# كفريا (سوريا)
كفريا، بلدة تتبع إدارياً لـ محافظة إدلب تقع شمال مدينة إدلب بثمانية كيلومترات، تجاورها قرى معرة مصرين إلى الشمال الغربي والفوعة من الشرق ورام حمدان من الشمال .
يعتمد أهلها على الزراعة بشكل متوسط بسبب اشتغال أهلها بالأعمال الخاصة والوظائف الحكومية كما معظم الريف السوري. وتتركز أغلب زراعتها على إنتاج الحبوب من قمح وحمص وشعير بالإضافة للمحصول الأساسي الذي هو الزيتون.